# Citlalli Ortiz
Citlalli Ortiz (Rancho Mirage, Califórnia, Estados Unidos, 2001) é uma boxeadora profissional mexicana, que participou dos Jogos Olímpicos de Paris 2024. Foi sete vezes campeã nacional em Estados Unidos e campeã juvenil em 2017.

## Biografia
Começou a praticar o boxe com sua irmã, com seis anos a mais. No início, participou "à força" para perder peso. Aos 14 anos teve sua primeira luta. Teve que decidir qual país representar, pois competia por Estados Unidos e México. Finalmente optou pelo campo mexicano.

### Classificação aos Jogos Olímpicos
Em 2024 conseguiu o acesso aos Jogos Olímpicos de Paris 2024 depois de vitórias na rodada de quartas de final no segundo torneio classificatório mundial, na cidade de Bangkok. Na divisão de 75 kilogramos, Ortiz ganhou "por decisão unânime" de Patricia Adanma Epelle Mbata, da Nigéria, e assim obteve uma das quatro vags disponíveis para as competidoras em peso médio.

### Olimpiadas de 2024
Chegou às oitavas de final nos Jogos Olímpicos de Paris 2024. Sua última luta foi contra a australiana Caitlin Parker.
1. 1 2  «Citlalli 'Bellatrix' Ortiz, la mujer guerrera de México que se alista a los Juegos Olímpicos de París 2024»
2. 1 2  «Defendió a su familia de las críticas y se protegió del odio: la historia de Citlalli Ortiz, la boxeadora mexicana que está lista en los Juegos Olímpicos de París 2024». Bolavip Mexico (em espanhol). 30 de julho de 2024. Consultado em 1 de agosto de 2024
3. ↑  «París 2024: ¿Citlalli Ortiz, quién es la boxeadora nacida en California que representa a México?». Radio Fórmula (em espanhol). 17 de julho de 2024. Consultado em 1 de agosto de 2024
4. ↑  «Citlalli Ortiz ignoró las palabras hirientes para cumplir su sueño en el cuadrilátero». El Universal (em espanhol). Consultado em 2 de agosto de 2024
5. ↑  Deporte, Comisión Nacional de Cultura Física y. «Boxeadora Citlalli Ortiz y Fátima Herrera obtienen plaza olímpica a París 2024». gob.mx (em espanhol). Consultado em 1 de agosto de 2024
6. ↑  «La mexicana Citlalli Ortiz se despide, tras caer en Octavos de Final de boxeo femenil». El Universal (em espanhol). Consultado em 2 de agosto de 2024
7. ↑  «París 2024: Conoce la historia de Brenda Jiménez». www.expreso.com.mx. Consultado em 2 de agosto de 2024